# Bataille des Portes persiques
Campagnes d'Alexandre le Grand
Batailles
- Pélion
- Thèbes

- Granique
- Milet
- Halicarnasse
- Issos
- Tyr
- Gaugamèles
- Portes persiques

- Aornos
- Hydaspe

La bataille des Portes persiques oppose Alexandre le Grand, à la tête de l'armée macédonienne, au satrape de Perside, Ariobarzane. Durant l'hiver 330 av. J.-C., les forces perses, dont le nombre varie largement selon les sources antiques, effectuent un baroud d'honneur et tiennent en respect les Macédoniens pendant un mois. Cependant, grâce à des prisonniers de guerre ou à un berger de la région, Alexandre découvre l’existence d'un chemin menant à l'arrière de l'armée adverse, ce qui lui assure la victoire.

## Contexte historique
L'empire achéménide a subi une série de défaites contre les forces macédoniennes, notamment à Issos et à Gaugamèles, et, fin 331 av. J.-C., Alexandre contrôle Babylone et Suse. La Voie royale perse joint Suse, la première capitale d'Élam, aux capitales plus orientales, Persépolis et Pasargades dans la province de Perside. Cette route stratégique devient naturellement l'axe de la conquête d'Alexandre. Pendant ce temps, Darius III cherche à rassembler une nouvelle armée à Ecbatane. Ariobarzane se voit alors confier la tâche d'empêcher les Macédoniens de marcher sur la Perside. Ses troupes étant en infériorité numérique, il doit préparer une embuscade contre l'armée macédonienne. En effet, il n'y a que peu de routes traversant les monts Zagros, sachant qu'elles deviennent de plus en plus impraticables avec l'avancée de l'hiver.
Après la prise de Suse, Alexandre divise l'armée macédonienne en deux corps : la majorité des troupes, dirigée par le général Parménion, emprunte la Voie royale, et l'autre, commandée par Alexandre lui-même, prend la direction de la Perside, les deux corps d'armée étant supposés se rassembler devant Persépolis. Pour entrer en Perside, il fallait traverser les monts Zagros et notamment les Portes persiques, un col de montagne étroit, parfait pour une embuscade.
Durant sa marche, Alexandre défait les Ouxiens, une tribu de montagnards, qui lui ont demandé un droit de passage, comme aux rois de Perse auparavant. En traversant les Portes persiques, il ne rencontre aucune résistance, et, pensant qu'il ne croiserait pas de forces ennemies durant son voyage, il n'envoie pas d'éclaireur, tombant ainsi dans l'embuscade menée par Ariobarzane. La vallée ouvrant sur les Portes persiques (de nos jours appelée Tang-e Meyran) est vaste, permettant à l'armée macédonienne de commencer sa traversée en formation. L'armée d'Ariobarzane campe près du village actuel de Cheshmeh Chenar. La route tourne vers le Sud-Est, faisant face au soleil levant, et forme un goulet d'étranglement à cet endroit.

## Effectifs
Les effectifs des forces perses sont sujets à controverse. En effet, selon Arrien, Ariobarzane dispose de 40 000 fantassins et 700 cavaliers, faisant face à plus de 10 000 Macédoniens. Selon Diodore et Quinte-Curce, le nombre de fantassins est de 25 000. Cependant, l'Encyclopædia Iranica évalue le nombre de défenseurs entre 700 à 2 000.
Dans tous les cas, l'armée macédonienne, bien plus puissante, aurait infligée une grave défaite aux Perses si ceux-ci avaient été disposés sur un terrain ouvert. Les forces d'Ariobarzane sont composées de troupes qu'il a réussi à rassembler après la déroute de Gaugamèles, ainsi que d'habitants des régions environnantes. Youtab, la sœur d'Ariobarzane, combat à ses côtés dans la bataille.

## Déroulement de la bataille
Les Portes persiques ne font que quelques mètres de large à l'endroit où l'embuscade débute. Une fois que l'armée macédonienne suffisamment engagée dans le col, les Perses font s'ébouler des rochers depuis leurs positions sur le flanc Nord, tandis que leurs archers attaquent depuis le flanc Sud. Alexandre subit de lourdes pertes, notamment des pelotons entiers. Les Macédoniens tentent d'effectuer une retraite, mais le terrain étroit et l'arrière-garde encore en mouvement empêchent sa mise en œuvre. Ils sont ainsi forcés de laisser leur morts sur place, un déshonneur pour les Gréco-Macédoniens.
Ariobarzane a quelques raisons de penser que retenir ici l'armée adverse pourrait changer le cours de la guerre : s'il ne peut emprunter ce passage pour rejoindre le cœur de la Perse, Alexandre devrait trouver un autre moyen, retardant son plan de conquête et permettant à Darius III de lever une puissante armée, peut-être capable de repousser les Macédoniens. Ariobarzane maintient ses positions pendant plus d'un mois (48 jours selon certaines sources),. Mais Alexandre parvient à briser les défenses perses en les encerclant par un mouvement mené avec Philotas, commandant de la cavalerie Compagnons. Il organise pour cette opération une diversion en laissant au camp le gros de ses fantassins sous le commandement de Cratère et Méléagre. Avec son contingent d'élite, il dirige alors une attaque surprise contre les troupes d'Ariobarzane qui sont mises en déroute. Selon Arrien et Quinte-Curce, des prisonniers perses les auraient guidés sur un chemin de montagne.
Après l'attaque dévastatrice d'Alexandre, Ariobarzane et ses hommes se retrouvent piégés au milieu des troupes macédoniennes ; mais plutôt que de se rendre, ils donnent l'assaut. Selon Quinte-Curce, Ariobarzane serait mort lors de cette dernière charge ; cependant, Arrien rapporte qu'il s'enfuit vers le Nord avant de se rendre à Alexandre, acculé. L'historien John Prevas, lui, soutient qu'Ariobarzane et ses troupes se sont retirées à Persépolis, où l'entrée dans la ville leur aurait été interdit par Tiridate, un noble perse, gardien du trésor royal de Darius III, qui a maintenu des contacts secrets avec Alexandre. En effet, il aurait réalisé que les forces perses ne sont plus suffisantes pour s'opposer à Alexandre, et permet donc au roi de massacrer les troupes d'Ariobarzane aux portes de la ville, plutôt que de le combattre.
Quelques historiens considèrent la bataille des Portes persiques comme le défi le plus sérieux relevé par Alexandre durant la conquête de l'empire perse. Michael David Wood considère cette bataille comme étant décisive et A. B. Bosworth se réfère à celle-ci comme une « complète et décisive victoire pour Alexandre ».

## Conséquences
Des similitudes entre la bataille des Thermopyles et celle des Portes persiques ont été reconnues par des auteurs anciens et modernes. Les Portes persiques ont « joué le rôle de Thermopyles perses, et de la même manière ont été vaincues ». La bataille est comme un renversement de situation par rapport à celle survenue en Grèce, un siècle et demi auparavant, où les Grecs ont été vaincus. Ici, Alexandre fait face à la même situation, à camp inversé. Pendant longtemps, d'après certains témoignages antiques, on a pensé qu'un berger perse aurait guidé les forces macédoniennes sur un sentier de montagne, de la même manière qu'un Grec a mené les troupes de Xerxès aux Thermopyles. Cependant de nos jours, on suppose que ce n'est qu'une invention tentant de faire le rapprochement avec la bataille des Thermopyles,.
La défaite d'Ariobarzane signifie la disparition du dernier obstacle dressé entre Alexandre et Persépolis. Dès son arrivée dans la capitale perse, Alexandre désigne Phrasaortès comme successeur d'Ariobarzane. Alexandre s'empare du trésor royal de Persépolis, l'une des plus grandes concentrations de richesse au monde, et se garantit par là même une indépendance financière par rapport aux cités grecques. Quatre mois plus tard, Alexandre autorise ses troupes à piller Persépolis, ainsi qu'à tuer ou réduire à l'esclavage la population, peut-être comme moyen de répondre aux attentes de son armée et des Grecs, ou peut-être comme dernier acte de vengeance envers les Perses.
La destruction de Persépolis paraît inhabituelle dans les contextes des conquêtes d'Alexandre, non seulement parce que les habitants se sont rendus sans combattre, mais aussi parce qu'il a pour habitude de laisser les villes conquises en relatif bon état, comme le montre le cas de Suse. En mai 330 av. J.-C., Alexandre  ordonne d'incendier la ville, palais comme habitations, avant de la quitter pour poursuivre Darius III. Les avis divergent sur les causes de cette décision. Cela pourrait être un acte de vengeance délibéré à la suite de l'incendie de l'acropole d'Athènes au cours de la deuxième guerre médique, un acte impulsif sous l'influence de l'alcool et de l'hétaïre Thaïs, ou provoqué par un de ses célèbres accès de colère, ici pour ne pas être reconnu comme le successeur légitime des Achéménides,.

## Sources antiques
- Arrien, Anabase [lire en ligne].
- Diodore de Sicile, Bibliothèque historique [détail des éditions] [lire en ligne], XVII.
- Quinte-Curce, L'Histoire d'Alexandre le Grand [lire en ligne].